# 타케토미 켄지
타케토미 켄지(일본어: 武富健治 다케토미 겐지[*], 1970년 8월 21일~)는 일본의 만화가이다.
1970년, 사가현에서 출생, 도쿄에서 성장하였다. 10대 중반부터 ‘문예만화’를 모색, 대학 재학 중 몇몇 신인상에서 입상하지만 연재는 되지 않았으며, 모교 중학교 교생실습을 체험하고 졸업, 이후 개인 동아리 ‘호쵸샤’를 창설하여 동인활동을 시작한다. 「청소당번」, 「벌레를 사랑하는 공주님」 등을 발표하고 27세 때 「지붕 위의 마녀」로 상업지 데뷔, 그 후 「샤이코와 책벌레」 등 단편을 발표했으나, 단편집 『스즈키 선생님』을 출판할 수 없게 되어 정신적 피로로 공백기를 가졌다. 만보로 2년 만에 상업지 부활을 하지만 『스즈키 선생님』의 출판 불가로 또다시 침묵했다. 이후 2년간 연극 활동에 몰두했으며 『스즈키 선생님』이 《만화 액션》지에서 연재가 결정되어 만화가로 복귀, 현재 실화잡지 등에서 원작 각색 업무를 하며 장편 스즈키 선생님(외전)을 연재하고 있다. 『스즈키 선생님』은 일본에서는 단행본 11권이 발행되었으며, 한국에서는 2011년 1권만 출간되었다.
『스즈키 선생님』은 2011년 TV도쿄에서 드라마화되어 10회에 걸쳐 방영(방송 기간 : 2011년 4월 25일 - 6월 27일)되었고, 2012년 영화화가 결정되었다.

## 작품
- (일본어) 武富健治 (2006년 8월 11일). 《鈴木先生 1》. 雙葉社. ISBN 9784575940237.
- (한국어) 타게토미 켄지; 홍성필 옮김 (2011년 2월 17일). 《스즈키 선생님 1》. 세미콜론. ISBN 9788983712813.